# Бергер-Барзилай, Иосиф Михайлович
Бергер-Барзилай, Иосиф (Йосеф) Михайлович (наст. имя Исаак Железняк или Ицхак Желязник) (29 ноября 1904, Краков — 31 марта 1978, Израиль) — один из создателей и секретарь Коммунистической партии Палестины, журналист, политолог и советолог, преподаватель университета имени Бар-Илана.

## Биография
Бергер-Барзилай родился под именем Ицхак Желязник в 1904 году в Кракове (город находился в составе Австро-Венгерской империи). Вырос в традиционной еврейской семье, получил классическое немецкое и еврейское религиозное образование. Во время Первой мировой войны, когда Бергеру-Барзилаю было 10 лет, семья бежала от наступающей русской армии в Вену. Вернувшись в 1916 году в Польшу, они поселились в небольшом городе Билице.

### Деятельность в Палестине и Советском Союзе
В возрасте 15 лет в составе группы «Ха-шомер ха-цаир» прибыл в Палестину, в то время бывшую частью Османской Империи. Работал над строительством дороги Хайфа-Джидда, а также переводчиком в небольшой строительной компании. Через некоторое время Бергер-Барзилай заболел малярией и был вынужден переехать в Иерусалим, где устроился работать на полставки секретарем профессора Хаима Пика.
В Палестине молодой Бергер-Барзилай приходит к выводу, что массовое переселение евреев на территорию древнего Израиля не более, чем утопия, и начинает видеть в советском интернационализме альтернативу решения еврейского вопроса на старой родине.
В это же время он становится убежденным коммунистом, одним из основателей Коммунистической партии Палестины, образованной в результате соглашения между просоветской группой Владимира Авербуха и коммунистической организацией, созданной в Палестине самим Бергером. После принятия компартии Палестины в Коммунистический Интернационал Бергер в июне 1924 года приезжает в Москву в качестве представителя этой партии на Пятый конгресс Коммунистического интернационала.
В Москве он встречается со своей будущей женой Эстер Фельдман и в середине следующего, 1925 года они вместе возвращаются в Палестину.
В октябре 1924 Бегеру-Барзилаю удается собрать коммунистическую группу в Бейруте, затем — ячейки в Дамаске и Алеппо. Он участвует в организации коммунистических партий в Египте и Трансиордании. В 1929 году Бергер-Барзилай снова посещает Москву, где имеет пятичасовую личную беседу с И. В. Сталиным по палестинскому вопросу. Позднее, в результате арабского восстания 1929 года, по указаниям Коминтерна палестинская компартия подвергается реорганизации: теперь большинство в ЦК составляют арабы, но Бергер по-прежнему остается Генеральным Секретарем партии.
В 1931 году Бергера отзывают в Москву и направляют в Берлин в качестве Секретаря основанной в 1927 году Антиимпериалистической лиги. В Берлине Бергера арестовывают и он проводит несколько месяцев в берлинских тюрьмах Моабит и Шпандау.
В 1932 году Исполнительный Комитет Коминтерна снова вызывает Иосифа Бергера в Москву, где он руководит Ближневосточным отделом Коминтерна. На этом посту Бергер остается два года. В 1933 году он получает советское гражданство и «партийное имя» — Иосиф Бергер.

### Арест и заключение
В феврале 1934 Бергера-Барзилая исключают из партии, а в январе 1935 года арестовывают. 2 апреля 1935 года Особое совещание НКВД СССР осуждает его на 5 лет с отбыванием срока в Сиблаге. В 1936 году его доставляют под конвоем в Москву как свидетеля на процессе Зиновьева.
В 1937 году в Бутырской тюрьме сидел в одной камере с Сергеем Седовым — сыном Льва Троцкого. Свидетельствовать против Седова Бергер не стал, за что срок ему увеличили до 8 лет. В тюрьме устраивал голодовки протеста.
С августа 1937 года находится во Владимирском централе, а с декабря — в Соловецком лагере особого назначения. На Соловках пробыл около двух лет и в 1939 году отправлен в Норильлаг. 17 июля 1941 года был арестован в лагере. Приговорен к расстрелу. Отказался подписать приговор, который позднее не был утвержден в Москве, но был осужден на 10 лет. В 1951 году освобожден из лагеря и сразу же осужден на вечное поселение в Сибири. Жил в деревне Пятково, работал ночным сторожем в школе. Полностью освобожден в марте 1956 года.

### Деятельность в Польше и Израиле
После освобождения Бергер-Барзилай уезжает в Москву, там получает польское гражданство и перебирается с семьей в Польшу. В Варшаве работает в институте международных отношений, но уже через год уезжает в Израиль в качестве корреспондента польской коммунистической газеты. Еще в лагере Бергер-Барзилай вернулся к религии, встретив ортодоксальных евреев хасидского двора своего отца. Читал лекции в университете Бар-Илан в Рамат-Гане, написал книгу «Крушение поколения», которая была опубликована в 1973 году на русском языке.

## Публикации
- Бергер И. (Бергер-Барзилай Иосиф Михайлович). Крушение поколения : Воспоминания (пер. с англ. Я. Бергера). — Firenze : Aurora, 1973. — 329 c. — Биогр. сведения об авт.: с. 9-13.). sakharov-center.ru. Проверено 15 июня 2020 г.
- י’ ברזילי (ברגר), י’ גלבוע, מ’ גפן (עורכים), סיפורים רוסיים בני זמננו; מבוא: י’ ברזילי (ברגר), תל אביב: עם הספר ('אנתולוגיות של ספורים בני זמננו'), 1962.
- אסתר פלדמן, כלא בלי סוגר, תל אביב: עם הספר, 1964